# Priva mexicana
Priva mexicana är en verbenaväxtart som först beskrevs av Carl von Linné, och fick sitt nu gällande namn av Christiaan Hendrik Persoon. Priva mexicana ingår i släktet Priva och familjen verbenaväxter. Inga underarter finns listade i Catalogue of Life.